# Saint-Roch, Indre-et-Loire
Saint-Roch là một xã của tỉnh Indre-et-Loire, thuộc vùng Centre-Val de Loire, miền trung nước Pháp.